# 해운대 대우 아라트리움
해운대 대우 아라트리움(영어: Daewoo Aratrium Haeundae)은 대한민국 부산광역시 해운대구 우동에 위치한 초고층 아파트 단지다. 2010년에 착공하여 2013년 4월에 완공했고 입주했다. 총 97세대, 지상 38층, 지하 5층이며 호텔형 주거시설이다.

## 역사
2010년에 착공하였고 공사가 시작되었다. 같은 해 분양하였고 2011년 또 분양하였다. 2013년 1월 30일 사용 승인이 되었다. 같은 해 4월 완공 후 입주가 시작되었다. 2014년 중대형 순풍 해운대 아라트리움 분양이 완료되었다.

## 높이
완공 전에 지상 38층, 높이 198m를 달성했고 완공 후 입주했다. 2013년에 완공된 200m 이하의 해운대 마천루다. 호텔형 주거시설에서 생활이 가능하다.

## 특징
아파트도, 오피스텔도 아닌 호텔형 주거시설이 아라트리움이다. 건물에는 아라트리움 로고가 있다. 레지던스가 존재하고 총 97가구가 있다. 아랫층에는 외부 시스템이 있고 구조물층은 삼각형이다. 해운대 비치 뷰와 동백섬이 완벽하게 보이는 조망권이다. 전층에는 해운대, 동백섬 전망이 가능하다. 부산을 대표하는 휴양도시 마린시티를 완성했다. 거실방향은 동향(거실창기준)이다. 공급면적은 68평이고 전용면적은 45.03평이다. 월 관리비는 60만원이다. 난방방식은 개별난방식/도시가스다.
방수/욕실/화장실 수는 방 3개, 욕실 3개, 화장실 3개로 구성되어 있다. 2개의 작은방이 있다. 방에는 현관, 거실, 복도가 있는데 바닥, 아트월, 디지털 온도조절기가 있다. 침실에는 리모컨, 온도조절시스템, 에어컨 등이 있다. 주방/식당에는 주방TV폰, 세척기, 냉장고, 냉동고, 커미머쉰, 환기 시스템 등이 있다. 욕실에는 비데, 양변기, 세면대, 샤워기인 바디샤워기, 레인샤워기, 고급타일바닥 등이 있다.
엘리베이터 탑승이 가능하다. 카드를 사용하고 싶으면 1층 프론트데스크의 안내를 받아야 사용이 가능하다. 출입카드가 없으면 승강기 이용이 제한되는데 1층 안내데스크에서 도움을 받아야 한다.
총 주차대수는 205대다. 세대주차는 약 1.9대다. 기계식은 20대의 주차가 가능하고 자주식은 185대의 주차가 가능하다.

## 내부 시설
| 층수                | 시설                                   |
| ------------------- | -------------------------------------- |
| 5층 ~ 38층          | 호텔형 주거시설                        |
| 4층                 | 게스트룸, 휘트니스센터, GX룸           |
| 3층                 | 골프연습장, 세탁실, 판매시설           |
| 2층                 | 판매시설                               |
| 1층                 | 로비, 무인택배실, 판매시설             |
| 지하 5층 ~ 지하 1층 | 지하주차장 (호텔형 주거시설, 판매시설) |

## 같이 보기
- 대한민국의 마천루 목록
- 부산광역시의 마천루 목록